# Bruna Genovese
Bruna Genovese (Montebelluna, 24 september 1976) is een Italiaanse langeafstandsloopster. Zij nam tweemaal deel aan de Olympische Spelen, zonder bij die gelegenheden in de prijzen te vallen.

## Biografie
Genovese begon met hardlopen op twaalfjarige leeftijd en werd in 1995 Italiaans juniorenkampioene op de 12 km. In 1998 werd ze Italiaans kampioene onder de 21 jaar op de halve marathon.
In 1999 maakte Genovese haar marathondebuut op de marathon van Venetië, waar ze als derde finishte in een tijd van 2:31.06, terwijl ze eigenlijk tot 30 kilometer wilde lopen. Op de wereldkampioenschappen van 2001 in Edmonton werd ze op de marathon zeventiende in een tijd van 2:33.13.
Het beste jaar van haar sportcarrière was 2004. Toen won Bruna Genovese Tokyo International Women's Marathon en behaalde zij een tweede plaats op de marathon van Rome. Op de Olympische Spelen van 2004 in Athene werd ze tiende op de marathon.
In 2005 werd Genovese Italiaans kampioene op de halve marathon en veroverde op de New York City Marathon 2005 een vijfde en op de Boston Marathon een derde plaats. In 2006 werd ze vierde op de Boston Marathon met een persoonlijk record van 2:25.28 en vijfde op de marathon tijdens de Europese kampioenschappen in Göteborg met een tijd van 2:31.15. Op de Olympische Spelen van 2008 in Peking eindigde ze bij de marathon op een zeventiende plaats in 2:31.31.
Bruna Genovese heeft geen werk naast het hardlopen en heeft een graad in statistiek en informatiekunde. Ze is vrijgezel en heeft één zus.

## Titels
- Italiaans kampioene halve marathon - 2005

## Persoonlijke records
Baan
| Onderdeel | Prestatie | Datum        | Plaats         |
| --------- | --------- | ------------ | -------------- |
| 5000 m    | 16.18,42  | 30 juni 2007 | Palermo        |
| 10.000 m  | 33.36,03  | 22 mei 2005  | Vigna di Valle |

Weg
| Onderdeel      | Prestatie | Datum            | Plaats  |
| -------------- | --------- | ---------------- | ------- |
| 15 km          | 50.25     | 18 november 2007 | Tokio   |
| 20 km          | 1:08.04   | 18 november 2007 | Tokio   |
| halve marathon | 1:11.22   | 16 oktober 2005  | Cremona |
| 25 km          | 1:25.40   | 18 november 2007 | Tokio   |
| 30 km          | 1:43.22   | 18 november 2007 | Tokio   |
| marathon       | 2:25.35   | 18 november 2001 | Tokio   |

## Palmares

### halve marathon
- 1999: 6e Dam tot Damloop - 1:13.32
- 2003: 20e WK in Vilamoura - 1:12.38

### marathon
- 1999:  marathon van Venetië - 2:31.06
- 2001: 9e Boston Marathon - 2:30.39
- 2001: 17e WK in Edmonton - 2:33.13
- 2001:  marathon van Tokio - 2:25.35
- 2002: 6e Boston Marathon - 2:29.02
- 2003: 4e marathon van Tokio - 2:34.32
- 2004:  marathon van Rome - 2:29.03
- 2004: 10e OS - 2:32.50
- 2004:  marathon van Tokio - 2:26.34
- 2005:  Boston Marathon - 2:29.51
- 2005: 5e New York City Marathon - 2:27.15
- 2006: 4e Boston Marathon - 2:25.28
- 2006: 5e EK - 2:31.15
- 2007:  marathon van Tokio - 2:27.35
- 2008: 6e Boston Marathon - 2:30.52
- 2008: 17e OS - 2:31.31
- 2009:  marathon van Turijn - 2:30.51
- 2009: 4e marathon van Yokohama - 2:29.57
- 2010: 5e Boston Marathon - 2:29.12

### veldlopen
- 2000: 17e WK (lange afstand) - 29.15